# Aglomeracja bydgosko-toruńska

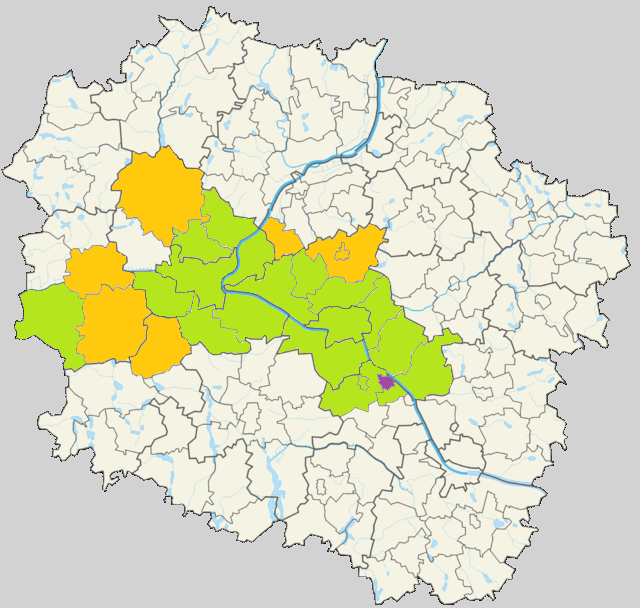
Legenda:
- Gminy aglomeracji bydgosko-toruńskiej według KPBPPiR na mapie województwa
- Gminy aglomeracji bydgosko-toruńskiej według P. Swianiewicza i U. Klimskiej na mapie województwa
- Obie koncepcje na mapie województwa

Aglomeracja bydgosko-toruńska (potocznie Dwumiasto) – aglomeracja bicentryczna w środkowej części województwa kujawsko-pomorskiego, obejmująca dwa główne miasta: Bydgoszcz i Toruń oraz okoliczne gminy. Obszar ten w zależności od koncepcji obejmuje od 2514,5 do 3861,8 km², a zamieszkuje go od 754 tys. do 872 tys. osób.
Pozostałymi miastami należącymi do aglomeracji prócz dwóch miast centralnych są: Aleksandrów Kujawski, Ciechocinek, Solec Kujawski. W zależności od koncepcji aglomeracji także miasta: Chełmża, Koronowo, Nakło nad Notecią, Nieszawa, Szubin.
Od kilku lat władze Bydgoszczy forsują pomysł podziału tej aglomeracji - miałaby powstać wtedy aglomeracja bydgoska.

## Aglomeracja według KPBPPiR we Włocławku
W 2003 r. Kujawsko-Pomorskie Biuro Planowania Przestrzennego i Regionalnego we Włocławku zaliczyło do aglomeracji bydgosko-toruńskiej łącznie 27 gmin.
| Gmina                      | Liczba ludności (2010-12-31) [osób] | Powierzchnia (2010-01-01) [km²] | Gęstość zaludnienia [osób/km²] |
| -------------------------- | ----------------------------------- | ------------------------------- | ------------------------------ |
| Bydgoszcz                  | 356177                              | 175,98                          | 2023,96                        |
| Toruń                      | 205312                              | 115,72                          | 1774,21                        |
| Aleksandrów Kujawski       | 12275                               | 7,23                            | 1697,79                        |
| gmina Aleksandrów Kujawski | 11266                               | 131,45                          | 85,71                          |
| gmina Białe Błota          | 17102                               | 122,42                          | 139,7                          |
| Ciechocinek                | 10841                               | 15,26                           | 710,42                         |
| Chełmża                    | 15102                               | 7,84                            | 1926,28                        |
| gmina Chełmża              | 9485                                | 178,95                          | 53,00                          |
| gmina Czernikowo           | 8643                                | 170,14                          | 50,8                           |
| gmina Dąbrowa Chełmińska   | 7673                                | 125,04                          | 61,36                          |
| gmina Dobrcz               | 9900                                | 130,07                          | 76,11                          |
| gmina Koronowo             | 23748                               | 411,53                          | 57,71                          |
| gmina Lubicz               | 18652                               | 105,75                          | 176,38                         |
| gmina Łabiszyn             | 9554                                | 167,00                          | 57,21                          |
| gmina Łubianka             | 6188                                | 84,50                           | 73,23                          |
| gmina Łysomice             | 9102                                | 126,94                          | 71,7                           |
| gmina Nakło nad Notecią    | 32069                               | 186,93                          | 171,56                         |
| gmina Nowa Wieś Wielka     | 9067                                | 148,28                          | 61,15                          |
| gmina Obrowo               | 12504                               | 162,17                          | 77,1                           |
| gmina Osielsko             | 11284                               | 101,72                          | 110,93                         |
| gmina Sicienko             | 9441                                | 179,99                          | 52,45                          |
| gmina Solec Kujawski       | 16409                               | 175,07                          | 93,73                          |
| gmina Szubin               | 23382                               | 332,26                          | 70,37                          |
| gmina Raciążek             | 3158                                | 32,88                           | 96,05                          |
| gmina Unisław              | 6854                                | 72,55                           | 94,47                          |
| gmina Wielka Nieszawka     | 4590                                | 216,22                          | 21,23                          |
| gmina Zławieś Wielka       | 12380                               | 177,91                          | 69,59                          |
| Razem (aglomeracja)        | 872158                              | 3861,80                         | 225,84                         |

## Aglomeracja według P. Swianiewicza i U. Klimskiej
W 2005 r. Paweł Swianiewicz oraz Urszula Klimska wyznaczyli mniejszy obszar aglomeracji bydgosko-toruńskiej, obejmującej Bydgoszcz, Toruń oraz 19 okolicznych gmin. Obszar ten w 2002 r. zamieszkiwało 755 tys. osób. Przy wyznaczaniu obszaru metropolitalnego przeprowadzono delimitację obszarów przyległych do miast centralnych, uwzględniając saldo migracji w latach 1998–2002, gęstość zaludnienia (w 2002 r.), współczynnik zatrudnienia związany z natężeniem dojazdów.
| Gmina                      | Liczba ludności (2010-12-31) [osób] | Powierzchnia (2010-01-01) [km²] | Gęstość zaludnienia [osób/km²] |
| -------------------------- | ----------------------------------- | ------------------------------- | ------------------------------ |
| Bydgoszcz                  | 356177                              | 175,98                          | 2023,96                        |
| Toruń                      | 205312                              | 115,72                          | 1774,21                        |
| Aleksandrów Kujawski       | 12275                               | 7,23                            | 1697,79                        |
| gmina Aleksandrów Kujawski | 11266                               | 131,45                          | 85,71                          |
| gmina Białe Błota          | 17102                               | 122,42                          | 139,7                          |
| Ciechocinek                | 10841                               | 15,26                           | 710,42                         |
| gmina Czernikowo           | 8643                                | 170,14                          | 50,8                           |
| gmina Dąbrowa Chełmińska   | 7673                                | 125,04                          | 61,36                          |
| gmina Dobrcz               | 9900                                | 130,07                          | 76,11                          |
| gmina Lubicz               | 18652                               | 105,75                          | 176,38                         |
| gmina Łubianka             | 6188                                | 84,50                           | 73,23                          |
| gmina Łysomice             | 9102                                | 126,94                          | 71,7                           |
| Nieszawa                   | 1990                                | 9,79                            | 203,27                         |
| gmina Nowa Wieś Wielka     | 9067                                | 148,28                          | 61,15                          |
| gmina Obrowo               | 12504                               | 162,17                          | 77,1                           |
| gmina Osielsko             | 11284                               | 101,72                          | 110,93                         |
| gmina Sicienko             | 9441                                | 179,99                          | 52,45                          |
| gmina Solec Kujawski       | 16409                               | 175,07                          | 93,73                          |
| gmina Raciążek             | 3158                                | 32,88                           | 96,05                          |
| gmina Wielka Nieszawka     | 4590                                | 216,22                          | 21,23                          |
| gmina Zławieś Wielka       | 12380                               | 177,91                          | 69,59                          |
| Razem (aglomeracja)        | 753954                              | 2514,53                         | 299,84                         |